# Czarna Kuta
Czarna Kuta – jezioro w Polsce w województwie warmińsko-mazurskim, w powiecie węgorzewskim, w gminie Pozezdrze.

## Położenie
Jezioro leży na Pojezierzu Mazurskim, w mezoregionie Wielkich Jezior Mazurskich, w dorzeczu Sapina–Węgorapa–Pregoła. Znajduje się około 15 km w kierunku północno-wschodnim od Giżycka, w bezpośrednim sąsiedztwie zabudowań wsi Kuty, które zajmują północny brzeg zbiornika wodnego. Do jeziora wpada od wschodu ciek wodny o nazwie Dopływ z jez. Czarna Kuta, który następnie wypływa na zachodzie w kierunku jeziora Głęboka Kuta.
Linia brzegowa jest średnio rozwinięta. Dno jest wyrównane, piaszczyste. W otoczeniu, oprócz zabudowań wiejskich, znajdują się także łąki i pola.
Jezioro leży na terenie obwodu rybackiego jeziora Stręgiel w zlewni rzeki Węgorapa – nr 9, jego użytkownikiem jest Polski Związek Wędkarski. Znajduje się na terenie Obszaru Chronionego Krajobrazu Krainy Wielkich Jezior Mazurskich o łącznej powierzchni 85 527,0 ha.

## Morfometria
Według danych Instytutu Rybactwa Śródlądowego powierzchnia zwierciadła wody jeziora wynosi 25,5 ha. Średnia głębokość zbiornika wodnego to 2,2 m, a maksymalna – 4,5 m. Lustro wody znajduje się na wysokości 125,9 m n.p.m. Objętość jeziora wynosi 558,7 tys. m³. Maksymalna długość jeziora to 920 m, a szerokość 420 m. Długość linii brzegowej wynosi 2700 m.
Inne dane uzyskano natomiast poprzez planimetrię jeziora na mapach w skali 1:50 000 według Państwowego Układu Współrzędnych 1965, zgodnie z poziomem odniesienia Kronsztadt. Otrzymana w ten sposób powierzchnia zbiornika wodnego to 23,5 ha.

## Przyroda
W skład pogłowia występujących ryb wchodzą m.in. szczupak, płoć, leszcz, karaś i węgorz. Roślinność przybrzeżna to głównie trzcina, ale spotkać można także tatarak i pałkę. Wśród  roślinności zanurzonej występują m.in. wywłócznik, rdestnica, jaskier, rogatek, rdest ziemnowodny.